# Radiofar
Radiofar (radio: skraćeno od američkog engleskog radiotelegraphy: bežični prijenos tekstovnih poruka + far, prema antičkom svjetioniku na grčkom otoku Faru) je navigacijski odašiljač radio valova (radio odašiljač) s kružnom (neusmjerenom) ili s usmjerenom karakteristikom zračenja. Postavlja se na točke važne za navigaciju, odakle emitira karakteristične signale koji omogućuju utvrđivanje njegova identiteta i određivanje kuta (takozvani radiosmjer) s pomoću kojega se utvrđuje trenutačni položaj korisnika (na primjer zrakoplova) ili služi kao cilj prema kojemu se korisnik kreće. Prema radiofaru s kružnom karakteristikom zračenja smjer se određuje s pomoću radiogoniometra, a prema usmjerenomu radiofaru (četverokursni radiofar) s pomoću posebnih prijamnih uređaja.

## Goniometar u navigaciji
U navigaciji se za određivanje položaja broda ili zrakoplova često primjenjuje radiogoniometar, uređaj za određivanje smjera iz kojega se primaju radiovalovi (radiogoniometrija), a na brodovima se goniometrom također naziva i smjerna ploča, to jest navigacijska naprava za mjerenje kutova u ravnini obzora. Hidroakustički goniometar služi za određivanje položaja izvora podvodnoga zvučnog signala, na primjer signala s podmornica ili brodova (sonar). 

### Radiogoniometrija
Radiogoniometrija je radionavigacijski postupak za određivanje takozvanog radiosmjera s pomoću radiogoniometra. Radiosmjer se određuje kao kut (azimut) između smjera radio odašiljača (radiofar) i nekoga referentnog smjera (najčešće smjer sjevera) i služi za utvrđivanje trenutačnoga položaja korisnika (na primjer zrakoplova). Radiogoniometar (radiolokator) je elektronski uređaj koji se sastoji od radio prijamnika i pokazivača smjera (kazaljka ili katodna cijev) te od antenskoga sustava s usmjerenom karakteristikom, ako se smjer određuje prema amplitudi prijamnoga signala, ili s neusmjerenom karakteristikom, s dvije ili više razmaknutih antena, ako se smjer određuje prema faznim razlikama između napona na susjednim antenama. Antena ručnoga radiogoniometra okreće se rukom i traži se smjer najvećega ili najmanjega prijamnog signala, dok automatski radiogoniometar pokazuje smjer radio odašiljača čim se ugodi na njegovu frekvenciju. Ako su poznate zemljopisne pozicije nekoliko radio odašiljača, može se utvrditi trenutačni položaj korisnika određivanjem radiosmjerova prema radio odašiljačima i ucrtavanjem smjerova na zemljovidu; u sjecištu tih pravaca nalazit će se traženi položaj. Radiogoniometar se može koristiti i za utvrđivanje položaja nepoznatoga radio odašiljača, ako se s 2 poznata položaja utvrde dva radiosmjera prema istomu odašiljaču i ucrtaju se kao pravci na zemljovidu; radioodašiljač se tada nalazi u sjecištu tih pravaca. Radiogoniometrija se mnogo primjenjivala za navigaciju brodova i zrakoplova. U današnje se doba pretežito koristi u vojne i civilne svrhe, za elektronsko izviđanje i lociranje radijskih postaja, a njom se koriste i radioamateri na natjecanjima u traženju skrivenih odašiljača.

### Navigacijska plutača
Navigacijska plutača označava stranu sigurnoga plovnog puta, odnosno najdublju vodu, sigurni prilazni put, sredinu plovnoga puta, osamljenu opasnost i slično, a redovito je ucrtana na pomorskim kartama. Ističe se oblikom (valjkasta, valjkasta sa stupom, stožasta, sferična, nalik motki), a može imati i znak na vrhu (stožac, dvostruki stožac, kugla), svjetlo (svjetleća plutača), ugrađen uređaj za davanje zvučnih signala, radarski reflektor, radiofar i drugo. Katkad je opremljena akumulatorima te sunčanim baterijama ili drugim izvorom energije.